# Ѡ
Ѡ (minuskule ѡ) je již běžně nepoužívané písmeno cyrilice. Používá se pouze v liturgických textech. Jelikož písmeno zachycuje stejnou hlásku jako písmeno О, nebylo příliš často používáno. Bylo používáno pro přepis řeckého písmena Ω (ω) nebo v dekorativních textech. Další využití našlo se vznikem ligatury Ѿ pro předložku отъ (od).
V hlaholici písmenu Ѡ odpovídá písmeno Ⱉ.